# Camille-Christophe Gerono
 (février 2017).
Si vous disposez d'ouvrages ou d'articles de référence ou si vous connaissez des sites web de qualité traitant du thème abordé ici, merci de compléter l'article en donnant les références utiles à sa vérifiabilité et en les liant à la section « Notes et références ».
Camille-Christophe Gerono, né le 25 décembre 1799 à Paris et mort le 4 novembre 1892 à Paris 14e, est un mathématicien français et coéditeur des Nouvelles annales de mathématiques, journal des candidats aux écoles Polytechnique et Normale, créé en 1842 avec Olry Terquem et qui paraîtra jusqu'en 1927.
La lemniscate de Gerono ou « courbe en forme de 8 » porte son nom.